# Autobusové nádraží Mladá Boleslav
Autobusové nádraží Mladá Boleslav se nachází v centru okresního města Mladá Boleslav u vlakového nádraží Mladá Boleslav město. Těsně sousedí s obchodním centrem a nedaleko je areál podniku Škoda Auto.
Provozovatel nádraží je od roku 1997 Dopravní podnik Mladá Boleslav, s.r.o., který provozuje i městskou autobusovou dopravu.
Největším dopravcem nádraží je společnost Arriva Střední Čechy, která zajišťuje většinu regionální dopravy v okolí města i některé dálkové linky. Dalšími dopravci jsou např. ČSAD Střední Čechy, spol. s r.o., BusLine, a.s., ČSAD Liberec, a.s. nebo Dopravní podnik Kněžmost, s.r.o. Důležitá je zaměstnanecká doprava Škoda Auto, kde působí víc soukromých dopravců rozvážejících pracovníky automobilky do blízkého i vzdálenějšího okolí.

## Galerie

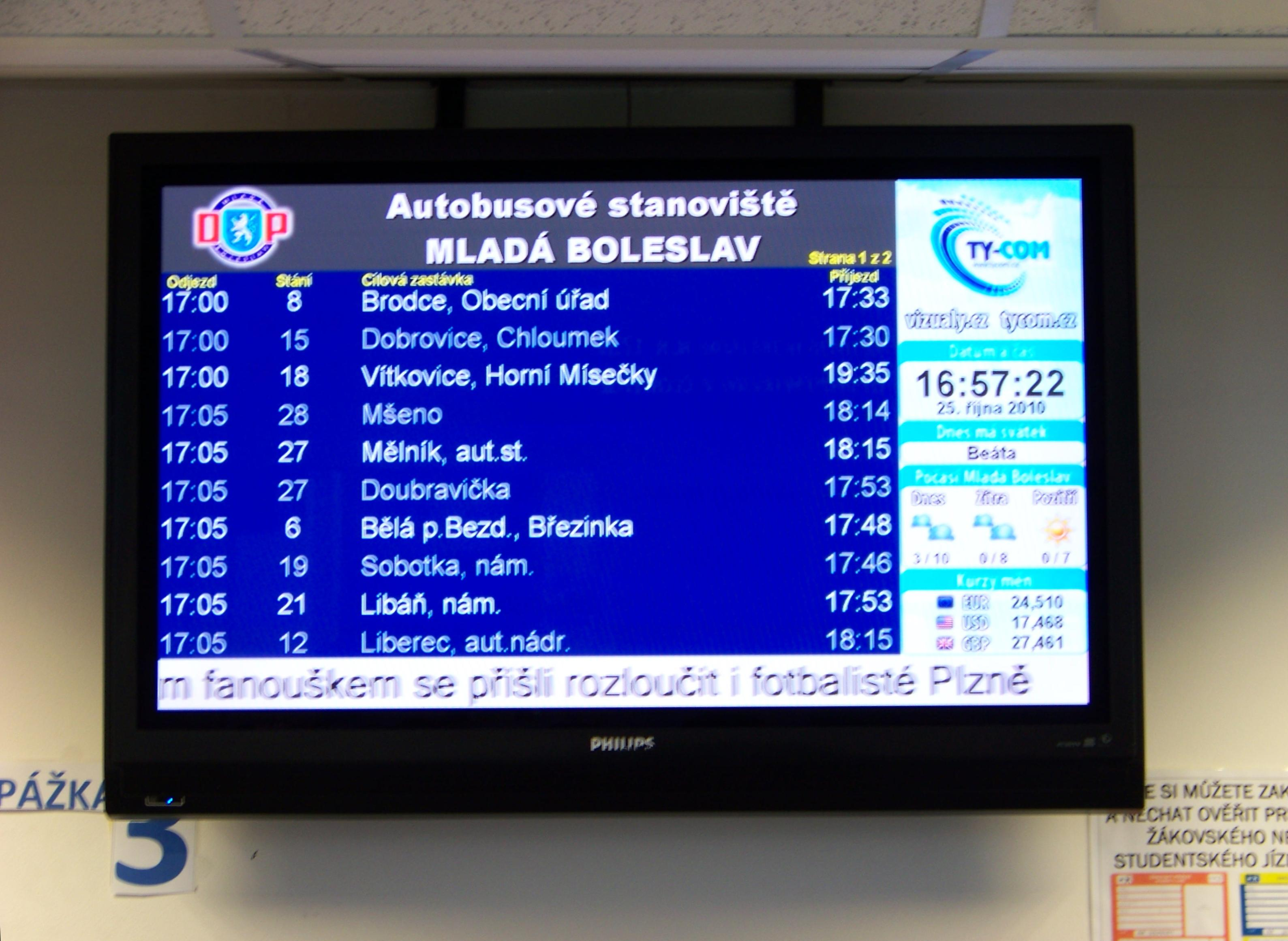
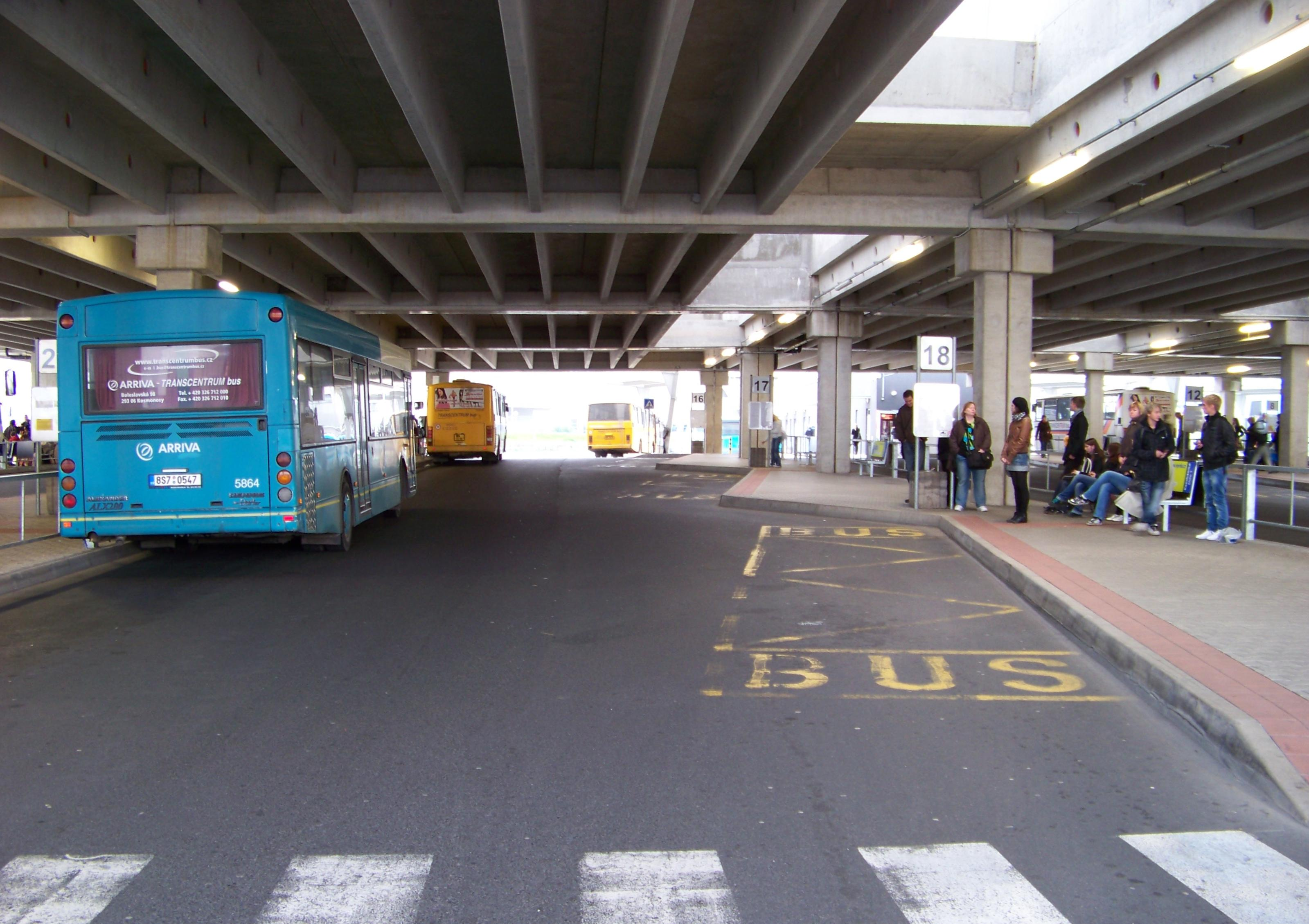
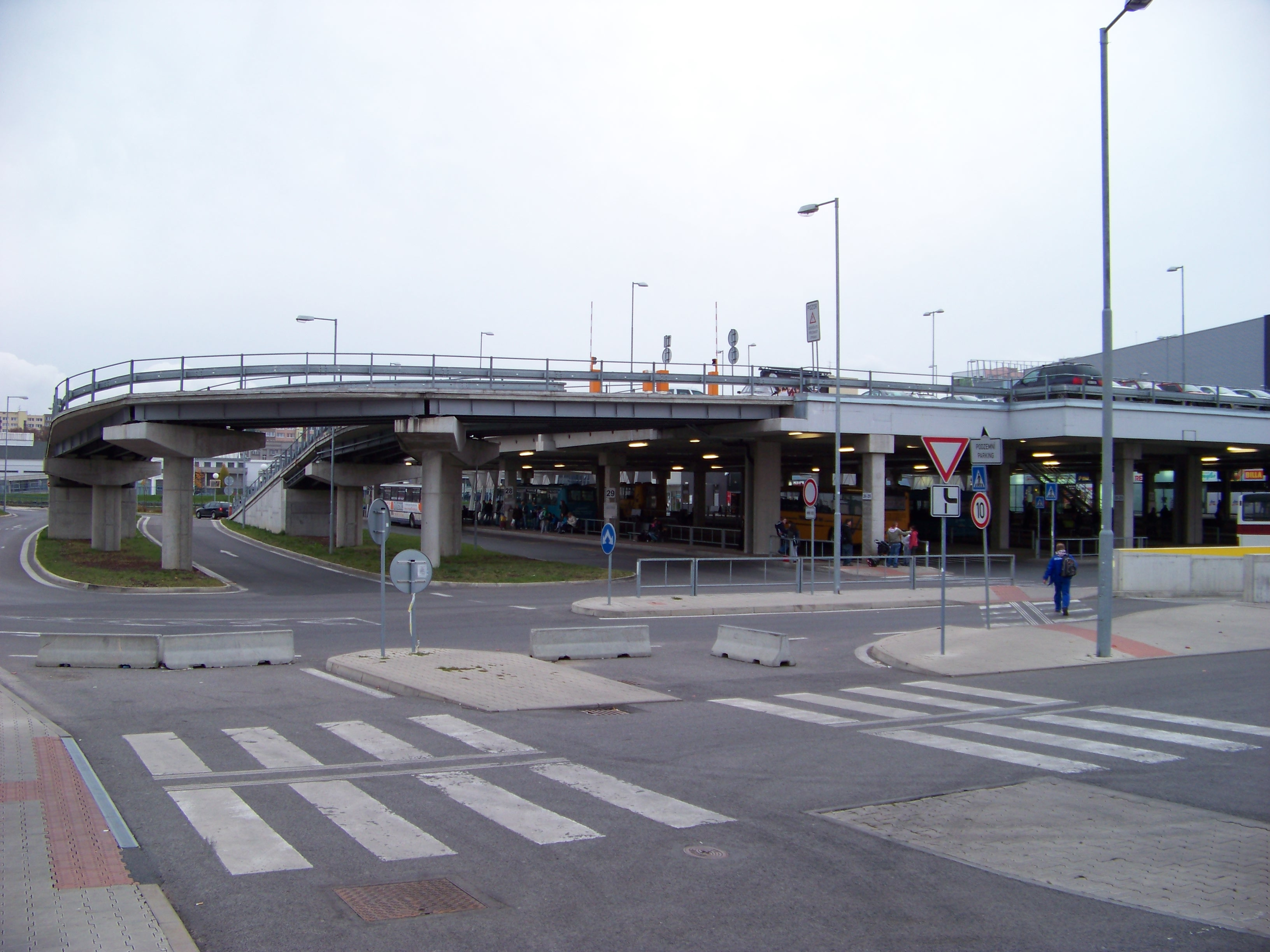